# Odo Reuter
Odo Morannal Reuter, född 28 april 1850 i Åbo, död där 2 september 1913, var en finländsk zoolog och lyriker. 

## Biografi
Föräldrar var lektorn Edvin Titus Feodor Reuter och Aline Procopé. Han var bror till Julio och Enzio Reuter samt kusin till Ossian och Jonatan Reuter. 
Reuter blev student vid Kejserliga Alexanders Universitetet i Finland i Helsingfors 1867, filosofie magister 1873, filosofie doktor 1877, docent i zoologi samma år, extra ordinarie professor 1882, erhöll avsked 1910, efter att under närmast föregående fem år ha varit tjänstledig på grund av svår sjuklighet. 

### Forskaren
Redan som ung student ägnade Reuter sig åt entomologin, särskilt specialiserande sig på Hemiptera, och erkändes vid sin död allmänt vara samtidens främste specialist på denna insektgrupp. Bland hans större arbeten inom denna gren kan nämnas Revisio critica Capsinarum (1875), det stora verket Hemiptera gymnocerata Europæ (I–V, 1878–96), Ad cognitionem reduviidarum (1881), Monographia Anthocoridarum (1885), Ad cognitionem Capsinarum (I–III, 1891–95) och flera monografier över enskilda släkten och synonymikutredningar. 
Förutom Hemiptera ägnade sig Reuter åt att utforska flera dittills lite kända insektgrupper såsom i Corrodentia fennica (1893), Neuroptera fennica (1894), Apterygogenea fennica (1895) och Thysanoptera fennica (1899). I alla dessa arbeten visar han sig som deskriptiv systematiker, visserligen med skarp blick för formers naturliga frändskap, men i det hela oberörd av den morfologisk-evolutionshistoriska forskningsriktning, som vunnit insteg genom Charles Darwin och Ernst Haeckel och som han själv redan tidigt och med hänförelse omfattat och i populära skrifter sökt göra allmännare känd. 
Först mot slutet av sitt liv sökte han på grundvalen av jämförande studier av färgteckning och andra karakteristiska yttre egenskaper utreda de inbördes släktskaps- och härstamningsförhållandena hos de insekter han så länge och grundligt studerat: Hemipterologische Spekulationen (I–II, 1905) och Phylogenie und Systematik der Miriden (1910). I Hemipterenfauna der paläarktischen Coniferen (1909) behandlar han invandrings- och näringsförhållandens inverkan på insektvärlden.

### Skriftställaren
Reuter ägnade sig även åt omfattande populärvetenskaplig verksamhet på flera olika områden, fast framför allt då han framställde den moderna vetenskapens resultat för den stora allmänheten. Dit hör De lägre djurens själslif, Drag ur djurens lif, Djurens själ och Insekternas lefnadsvanor och instinkter. Dessutom publicerade Reuter bland annat geografiska naturskildringar, resehandböcker och en mängd litteraturkritiker.

### Lyrikern
Som skald utgav Reuter Karin Månsdotters saga (1880) och tre samlingar Dikter (1881, 1898, 1906). I samlingen I brytningstid ger han uttryck åt de känslor, som under ofärdsåren rörde sig i det finländska folket och i Nattens sånger (1911) möter stämningar från de sista åren av hans liv, då han trots sin blindhet, med oförminskad iver hängav sig såväl åt vetenskaplig som litterär produktion.

### Skönlitteratur
- Karin Månsdotters saga : en diktcykel / med teckningar av C. Larsson. Helsingfors: Holm. 1880. Libris 8211431
- Dikter. Helsingfors: Holm. 1881. Libris 19959919. http://hdl.handle.net/2077/50668
- Prolog vid Arbetets vänners lotteri den 18 februari 1894. Helsingfors. 1894
- Prolog vid soiréen den 15 januari 1894 till förmån för Helsingfors judiska församlings skola. Helsingfors. 1894. Libris 8235235
- Festpoem författadt till minne af Studenthusets 25-års jubileum 26.11.1895. Helsingfors. 1895
- Fiskartorpet : dikt : uppläst vid fiskarsoarén i Helsingfors ... Helsingfors. 1897
- Mannen vid vägen. Helsingfors. 1898
- Nya dikter. Helsingfors: Pettersson. 1898. Libris 22683935. http://hdl.handle.net/2077/56364
- I brytningstid : tolf dikter. Helsingfors. 1899. Libris 10217758
- Vid sekelskiftet : prolog på "Prässens dag" den 4 nov. 1899. Helsingfors. 1899
- Vilse : skisser. Helsingfors. 1899. Libris 8253244
- Till det första Naturforskare- och Läkaremötet i Helsingfors 1902. Helsingfors. 1902
- Thalia : (prolog) : uppläst vid Svenska inhemska teaterns första representation spelåret 1905-1906 af Lina Franck. Åbo den 3 september 1905. Åbo. 1905. Libris 8235641
- Dikter : samling 3. Helsingfors: Söderström. 1906. Libris 8235638
- Nattens sånger : dikter : samling 4. Helsingfors. 1911. Libris 8235640
- Prolog vid Åbo afdelnings lotteri i Helsingfors den 18 november 1911. Helsingfors. 1911

### Populärvetenskap (urval)
- De lägre djurens själslif. Stockholm: Samson & Wallin. 1886-1888. Libris 8208896
- Finlands natur, folk och kultur : en öfverblick. Borgå: Söderström. 1889. Libris 2451907. http://www.doria.fi/handle/10024/101395
- Hvad de sista tidernas händelser lära oss. Öfvertryck från "Vårt Land" ; 34. Helsingfors. 1899. Libris 8235227
- Hvad våra fäder lärt oss. Öfvertryck från "Vårt Land" ; 32. Helsingfors. 1899. Libris 8235228
- Drag ur djurens lif. 1-3. Stockholm: Norstedt. 1901-1904. Libris 8208885
- Finland i ord och bild : dess natur, folk och kultur. Stockholm: Fröléen. 1901. Libris 8223778
- Åland : vägledning för turister och badgäster som besöka Åland och Mariehamn. Stockholm. 1902. Libris 2901607
- Frihet, jämlikhet, broderskap. Helsingfors. 1906. Libris 8228939
  - Ågren, Robert (1906). Frihet, jämlikhet, broderskap : några repliker till prof. O. M. Reuter i anledning af hans föredrag och broschyr öfver samma ämne. Helsingfors
- I dagens frågor : föredrag hållet vid Norra Pargas ungdomsförenings fest den 19 aug. 1906. Åbo. 1906. Libris 8235639
- Ledsven i Helsingfors. Resehandböcker öfver Finland ; 1. Helsingfors. 1906. Libris 8235229
- Djurens själ : belyst af våra dagars forskning  : en studie tillägnad den svenska allmänheten. Stockholm: Norstedt. 1907. Libris 8208895
- Insekternas levnadsvanor och instinkter : intill gryningen av de sociala instinkterna. Stockholm: Beijer. 1913. Libris 8208894

### Förteckningar över vetenskapliga verk
- Verzeichnis meiner bisher veröffentlichten zoologischen Publikationen : meinen gelehrten Korrespondenten, wie auch den Herren Vorsteher der zoologischen Museen und Bibliotheken verbindlichst gewidmet. Helsingfors: förf. 1907
- Carpelan, Tor; Tudeer, L. O. Th (1925). Helsingfors universitet : lärare och tjänstemän från år 1828. Helsingfors. sid. 790-796. Libris 1874127